# Incidente del peñón de Vélez de la Gomera
El incidente del peñón de Vélez de la Gomera fue un incidente territorial que involucró a España y Marruecos, el segundo librado en el siglo XXI tras el acontecido en la isla Perejil en 2002.
Se desarrolló al amanecer del 29 de agosto de 2012 en torno a las 8:30 hora local española (6:30 en el vecino Marruecos), tras la ocupación del peñón de Vélez de la Gomera por una dotación de activistas del Comité de Coordinación para la Liberación de Ceuta y Melilla comandado por el fugitivo Yahya Yahya, presunto maltratador reclamado por las autoridades españolas y alcalde de la localidad marroquí de Beni Ensar, que pretendían colocar la bandera marroquí en la cima del peñón. Tras varias advertencias, cuatro de los activistas fueron detenidos por los regulares españoles que custodian el territorio, consiguiendo escapar a territorio marroquí tres de los asaltantes.

## Escalada de tensión diplomática
El incidente vino precedido por constantes mensajes de Marruecos en 2011 acerca de la soberanía de varios territorios españoles del norte de África, incluyendo las ciudades autónomas de Ceuta y Melilla.
El principal responsable del incidente, Yahya Yahya, quien anteriormente llegara a amenazar con una marcha sobre Ceuta o con cortes del suministro de agua a la ciudad de Melilla, declaró que el Comité de Coordinación para la Liberación de Ceuta y Melilla que él preside dispone de «cientos de activistas» dispuestos a realizar próximamente acciones similares en los peñones e islas españoles situados junto a Marruecos y que son reclamados por este país. Los juzgados de Melilla reclamaban a Marruecos su extradición por un presunto delito de violencia de género.
Además, Yahya Yahya declaró que tras la detención de cuatro de los asaltantes marroquíes, estos fueron «esposados y tumbados en el suelo», lo cual fue desmentido por el Gobierno de España, agregando que los detenidos serían trasladados en helicóptero hacia las costas peninsulares españolas.
La Delegación del Gobierno de España en Melilla acusó a los activistas marroquíes de querer «tensar y entorpecer» las relaciones entre Marruecos y España, y alegó que las medidas utilizadas para su detención fueron las adecuadas reafirmando que por más veces que intenten conquistar los territorios españoles, estos se mantendrán firmes y concluirán con todos los asaltos de forma honesta y mirando por la protección del territorio español.